# Dryopteris cochleata
Dryopteris cochleata är en träjonväxtart som först beskrevs av David Don, och fick sitt nu gällande namn av Carl Frederik Albert Christensen. Dryopteris cochleata ingår i släktet Dryopteris och familjen Dryopteridaceae. Inga underarter finns listade.